# Brankovice
Brankovice là một chợ huyện thuộc huyện Vyškov, vùng Jihomoravský, Cộng hòa Séc.